# Quercus costaricensis
Quercus costaricensis — вид рослин з родини букових (Fagaceae); поширений в Коста-Риці й фрагментарно в Панамі й Гондурасі.

## Опис
Дерево вічнозелене або пізньолистопадне, 15–45 метрів заввишки. Кора потріскана, зеленувато-чорна, луската. Гілочки спочатку густо зірчасто-запушені, стають голими. Листки еліптичні або іноді майже округлі, 3–6(9) × 2–5 см, товсті, шкірясті; основа округла або злегка серцеподібна; верхівка округла або тупа (іноді загострена в молодому віці); верх голий з кількома волосками вздовж середньої жилки; низ запушений, особливо біля жилок; ніжка дуже коротка. Цвітіння: серпень — листопад; тичинкові сережки довжиною 4–9 см. Жолудів поодинокі, однорічні, на товстій ніжці 0.5–1 см; горіх майже кулястий, 2–3 см завширшки, кавового кольору; чашечка вкриває лише основу горіха.

## Середовище проживання
Країни поширення: Гондурас, Коста-Рика, Панама.
Росте у вологих умовах на багатих ґрунтах; на висотах 2200–3500 м.

## Використання
Використовується як дрова та деревне вугілля, а також для деревини. Оскільки зростає на значних висотах, використовується рідко.

## Загрози й охорона
Незаконні рубки та переробка земель для сільськогосподарських потреб все ще є загрозою. Регіон гірського масиву Таламанка, середовище існування цього виду в Коста-Риці, відносно недоторканий. Більша частина цього гірського масиву входить до складу біосферного заповідника Ла-Амістад. Вид також зростає в національному парку Іразу.